# Стаханов, Николай Павлович
Никола́й Па́влович Стаха́нов (1901—1977) — советский военачальник и государственный деятель. Начальник пограничных войск СССР (1942—1952). Министр внутренних дел РСФСР (1955—1961). Генерал-лейтенант (1943).

## Биография
Родился 28 ноября (11) декабря 1901 года в городе Балашов, Саратовской губернии в семье учителя математики (отец) и преподавателя музыки (мать).
После окончания средней школы с августа 1919 года работал конторщиком материальной конторы на железнодорожной станции Балашов.
С сентября 1920 года — на службе в Красной Армии, служил красноармейцем в 3-й бригаде ЧОН в Саратове, участвовал в операциях против бандитизма на завершающем этапе гражданской войны. С апреля 1922 — делопроизводитель в штабе Балашовского батальона ЧОН, помощник адъютанта в 5-м и 326-м батальонах ЧОН, с ноября 1924 — командир взвода 94-го стрелкового полка 32-й стрелковой дивизии Приволжского военного округа (Саратов).
C августа 1925 по октябрь 1927 года был курсантом Рязанской пехотной школы РККА. После её окончания направлен на службу в пограничные войска. Много лет служил в 1-м пограничном отряде в Карелии (штаб отряда в пос. Ухта): помощник начальника пограничной заставы, с января 1932 — инструктор и старший инструктор подготовки, затем начальник штаба маневровой группы отряда. С февраля 1934 — начальник штаба 51-го Октябрьского железнодорожного полка ОГПУ/НКВД в Ленинграде. С июня 1935 года — начальник штаба 8-го Гдовского пограничного отряда, с ноября 1937 — начальник 6-го Ораниенбаумского морского пограничного отряда, с ноября 1938 года — начальник 62-го морского пограничного отряда (Владивосток).
Член ВКП(б)/КПСС с 1927 года.
Начальник пограничных войск Приморского округа в марте 1939 — феврале 1942 года. Из Владивостока был переведён в Москву и 1 марта 1942 года назначен заместителем начальника Главного управления пограничных войск НКВД СССР — начальника пограничных войск НКВД-МВД СССР. Но уже через 12 дней назначен начальником Главного управления пограничных войск НКВД СССР — начальником пограничных войск. Руководил советскими пограничными войсками на протяжении 10-ти лет, до 20 мая 1952 года. Наряду с выполнением задач по охране границ СССР в годы Великой Отечественной войны пограничники обеспечивали охрану тыла действующей армии, а в период наступления советских войск и в послевоенные годы вели активную борьбу против бандеровского подполья, «лесных братьев» и прочих националистических формирований. В 1949 году Стаханов участвовал в операции по депортации в Германию немецкого населения из Калининградской области.
В 1947 году заочно окончил Военную академию имени М. В. Фрунзе с золотой медалью.
Одновременно в январе 1951 года был назначен членом Коллегии Министерства государственной безопасности СССР, а в августе 1951 года назначен заместителем министра государственной безопасности СССР по войскам. Остался на этих двух постах и после освобождения от командования пограничными войсками в мае 1952 года.
После смерти И. В. Сталина и последовавшей сразу за ней в ходе перестройки системы советских спецслужб и упразднения МГБ СССР, был назначен 11 марта 1953 года начальником Главного управления милиции МВД СССР. С февраля 1954 по февраль 1955 года также был заместителем министра внутренних дел СССР. После восстановления МВД РСФСР в феврале 1955 года назначен первым министром внутренних дел РСФСР. Одновременно с марта 1953 по январь 1960 года являлся членом коллегии МВД СССР.
В январе 1960 МВД СССР было упразднено, в связи с чем функции возглавляемого Стахановым республиканского ведомства усилились. Однако сам он считал упразднение союзного министерства внутренних дел ошибочным и в июле 1961 года за критику такого решения поплатился: Бюро ЦК КПСС по РСФСР дало негативную оценку работе МВД РСФСР, и он был освобождён от должности с формулировкой:

«…зная о неудовлетворительном состоянии воинской дисциплины, многочисленных фактах чрезвычайных происшествий и нарушений социалистической законности в войсках и охране, не принимал решительных мер к наведению должного порядка».

В декабре 1961 года уволен на пенсию «по возрасту». С 1959 по 1963 годы являлся депутатом Верховного Совета РСФСР V созыва.
Умер 7 августа 1977 года в Москве. Похоронен на Кунцевском кладбище.

## Воинские звания
- капитан (с 3 апреля 1936 года),
- майор (с 28 января 1938 года),
- полковник (с 27 сентября 1938 года),
- комбриг (с 1 апреля 1939 года),
- генерал-майор (с 4 июня 1940 года),
- генерал-лейтенант (с 29 октября 1943 года).[4]

## Награды
- Два ордена Ленина (21.02.1945, 10.12.1945)
- Четыре ордена Красного Знамени (26.04.1940, 14.04.1943, 3.11.1944, …)
- ордена Суворова 1-й степени (21.09.1945) и 2-й степени (8.03.1944)
- Медали СССР
- знак «Почетный работник ВЧК-ГПУ (XV)» (9.05.1938)
- орден Красного Знамени (Монголия)[5]

## Память
- В 2012 году в Гдове Николаю Павловичу Стаханову установлен памятник.[6]
- В декабре 2019 года открыта мемориальная доска в городе Балашов[7].